# Эйгус, Джефф
Дже́ффри А́лан Э́йгус (англ. Jeffrey Alan Agoos; род. 2 мая 1968, Женева) — американский футболист, защитник. С 1988 по 2003 год сыграл 134 матча за сборную США.

## Карьера

### Клубная
На студенческом уровне Джефф Эйгус играл за команду Университета Виргинии. С 1991 по 1994 год выступал за американские клубы «Мэриленд Бэйс», «Даллас Сайдкикс» и «Лос-Анджелес Сальса», после чего решил попробовать свои силы в Европе, став игроком немецкого клуба «Веен». За сезон в региональной лиге «Юг» американец сыграл 9 матчей, после чего вернулся на родину.
В 1996 году Эйгус подписал контракт с «Ди Си Юнайтед» и в его составе принял участие в пяти первых сезонах MLS. За это время защитник четырежды принимал участие в финалах Кубка MLS, став трёхкратным обладателем трофея. Дважды — в 1997 и 1999 годах — Джефф Эйгус попадал в символическую сборную лиги по итогам сезона, а в 1998 вместе с командой выиграл Кубок чемпионов КОНКАКАФ.
С 2001 по 2004 год футболист выступал за клуб «Сан-Хосе Эртквейкс» и ещё дважды выиграл кубок MLS. Завершил карьеру в 2005 году после сезона в «МетроСтарз».

### В сборной
Джефф Эйгус дебютировал в сборной США 10 января 1988 года в матче с командой командой Гватемалы. В следующей своей игре за национальную сборную — три дня спустя с тем же соперником — защитник забил первый в карьере гол за «звёздно-полосатых».
Первым международным турниром, в котором Эйгус принял участие, стал Кубок Америки по футболу 1993. Футболист попал в заявку сборной на турнир и сыграл в двух матчах кубка, в первом из них (против уругвайцев) заменив на поле Десмонда Армстронга.
На Золотом кубке КОНКАКАФ 1996 футболист сыграл уже 4 матча, в каждом из которых выходил на поле в стартовом составе. 16 января в матче за третье место с Гватемалой Эйгус внёс вклад в победу своей команды, поразив ворота Эдгара Эстрады.
Также 4 матча сыграл футболист и на Золотом кубке КОНКАКАФ 1998, завоевав вместе с командой серебряную медаль.

## Достижения

### Командные
Сборная США
- Третье место на Кубке конфедераций (1): 1999
- Обладатель Золотого кубка КОНКАКАФ (1): 2002
- Финалист Золотого кубка КОНКАКАФ (1): 1998
- Бронзовый призёр Золотого кубка КОНКАКАФ (1): 1996

 Ди Си Юнайтед
- Обладатель Кубка MLS (3): 1996, 1997, 1999
- Финалист Кубка MLS (1): 1998
- Обладатель Supporters’ Shield (2): 1997, 1999
- Победитель Открытого кубка США (1): 1996
- Победитель Кубка чемпионов КОНКАКАФ (1): 1998
- Победитель Межамериканского кубка (1): 1998

 Сан-Хосе Эртквейкс
Обладатель Кубка MLS (2): 2001, 2003

### Личные
- Член Национального футбольного зала славы (с 2009 года)
- Член символической сборной MLS (2): 1997, 1999